# Bias van Priëne
Bias van Priëne (Oudgrieks: Βίας ὁ Πριηνεὺς) leefde in de 6e eeuw v.Chr. en zou op een gevorderde leeftijd zijn gestorven. Bias behoort samen met onder anderen Thales, Pittakos en Solon tot de vaste groep van de Zeven Wijzen. Nagenoeg alle informatie over het leven en de filosofie van Bias is afkomstig van de 3e-eeuwse biograaf Diogenes Laërtius. Bias zou de auteur zijn geweest van een 2000 verzen tellend lofdicht over Ionië. De aan Bias toegeschreven overgeleverde fragmenten geven blijk van zijn godvruchtigheid, rechtvaardigheid en rationaliteit. De presocratische filosoof Heraclitus schijnt Bias erg te hebben gewaardeerd en zou hem de persoon 'wiens faam groter is dan die van de anderen' hebben genoemd, vermoedelijk refererend aan onder anderen de rest van de zeven wijzen.

## Overlijden
Over Bias wordt gezegd dat hij vlak na een voor zijn cliënt succesvol pleidooi in de rechtszaal, op hoge leeftijd in de armen van zijn kleinzoon is overleden. De stad Priëne zou hem vervolgens op eervolle wijze hebben begraven en zijn laatste rustplaats van de volgende grafinscriptie hebben voorzien:
Deze steen bedekt hier Bias uit Priëne
in wijdvermaarde grond; hij was een sier voor Ionië.

## Bekende uitspraken
- Pak dingen langzaam aan, maar wat u hebt gekozen, ga daar standvastig mee door.
- De goede mensen laten zich gemakkelijk misleiden.
- De meeste mensen zijn slecht.
- Neem wijsheid als proviand mee voor de reis van de jeugd naar de ouderdom, want dat is een betrouwbaarder steun dan de andere bezittingen.
- Een wijs mens draagt zijn bezit in zichzelf mee.
- Luister veel, spreek op het juiste moment.
- Overtuig met verleiding, niet met macht.
- Omarm voorzichtigheid.
- Ongelukkig is hij, die het ongeluk niet kan dragen.

- Biblioteca Nacional de España: XX5676254
- Gemeinsame Normdatei: 102383146
- International Standard Name Identifier: 0000 0000 0361 2679
- Système universitaire de documentation: 18224508X
- Virtual International Authority File: 52080968